# Comté de Reagan
Le comté de Reagan, en anglais : Reagan County, est un comté situé dans l'Ouest de l'État du Texas aux États-Unis. Fondé le 7 mars 1903, son siège de comté est la ville de Big Lake. Selon le recensement des États-Unis de 2020, sa population est de 3 385 habitants. Le comté a une superficie de 3 045,79 km2, dont 3 044 km2 en surfaces terrestres. Il est nommé en référence à John Henninger Reagan, sénateur, originaire du Texas.

## Organisation du comté
Le 7 mars 1903, le comté de Reagan est fondé à partir des terres du comté de Tom Green. Il est définitivement organisé et autonome, le 20 avril 1903. 
Le comté est baptisé en référence au sénateur John Henninger Reagan, premier président de la commission des chemins de fer,,.

## Géographie
Le comté de Reagan se situe au nord-ouest du plateau d'Edwards, dans l'État du Texas aux États-Unis,.
Il a une superficie totale de 3 045,79 km2, composée de 3 044 km2 de terres et de 1,79 km2 de zones aquatiques.
L'altitude varie de 733 m à 900 m.

## Démographie
Lors du recensement de 2010, le comté comptait une population de 3 367 habitants. En 2017, la population est estimée à 3 710 habitants,.

Pyramide des âges du comté de Reagan (2000).